# Gos viverrí
El gos viverrí (Nyctereutes procyonoides) és una espècie de mamífer carnívor de la família dels cànids. S'assembla a l'os rentador, malgrat no estar-hi relacionat gaire properament (tots dos són carnívors, però el gos viverrí és un cànid i l'os rentador un musteloïdeu) i, malgrat el nom, no forma part dels viverrins. És originari de l'est de la Xina i el Japó, per bé que ha estat introduït a l'est d'Europa. Fa part de la llista de les espècies invasores d'Europa. Se sospita que la subespècie Nyctereutes procyonoides viverrinus pot haver estat el pont que va traspassar el SARS-CoV-2 dels ratpenats als humans.